# Almoradí
Almoradí é um município da Espanha na província de Alicante, Comunidade Valenciana. Tem 42,72 km² de área e em 2021 tinha 21 404 habitantes (densidade: 501 hab./km²).

## Demografia
| Variação demográfica do município entre 1991 e 2006 | Variação demográfica do município entre 1991 e 2006 | Variação demográfica do município entre 1991 e 2006 | Variação demográfica do município entre 1991 e 2006 |
| --------------------------------------------------- | --------------------------------------------------- | --------------------------------------------------- | --------------------------------------------------- |
| 1991                                                | 1996                                                | 2001                                                | 2004                                                |
|                                                     | 12590                                               | 13479                                               | 14050                                               |